# Cave à vin
Ne doit pas être confondu avec Caviste (établissement).
 (septembre 2020).
Si vous disposez d'ouvrages ou d'articles de référence ou si vous connaissez des sites web de qualité traitant du thème abordé ici, merci de compléter l'article en donnant les références utiles à sa vérifiabilité et en les liant à la section « Notes et références ».

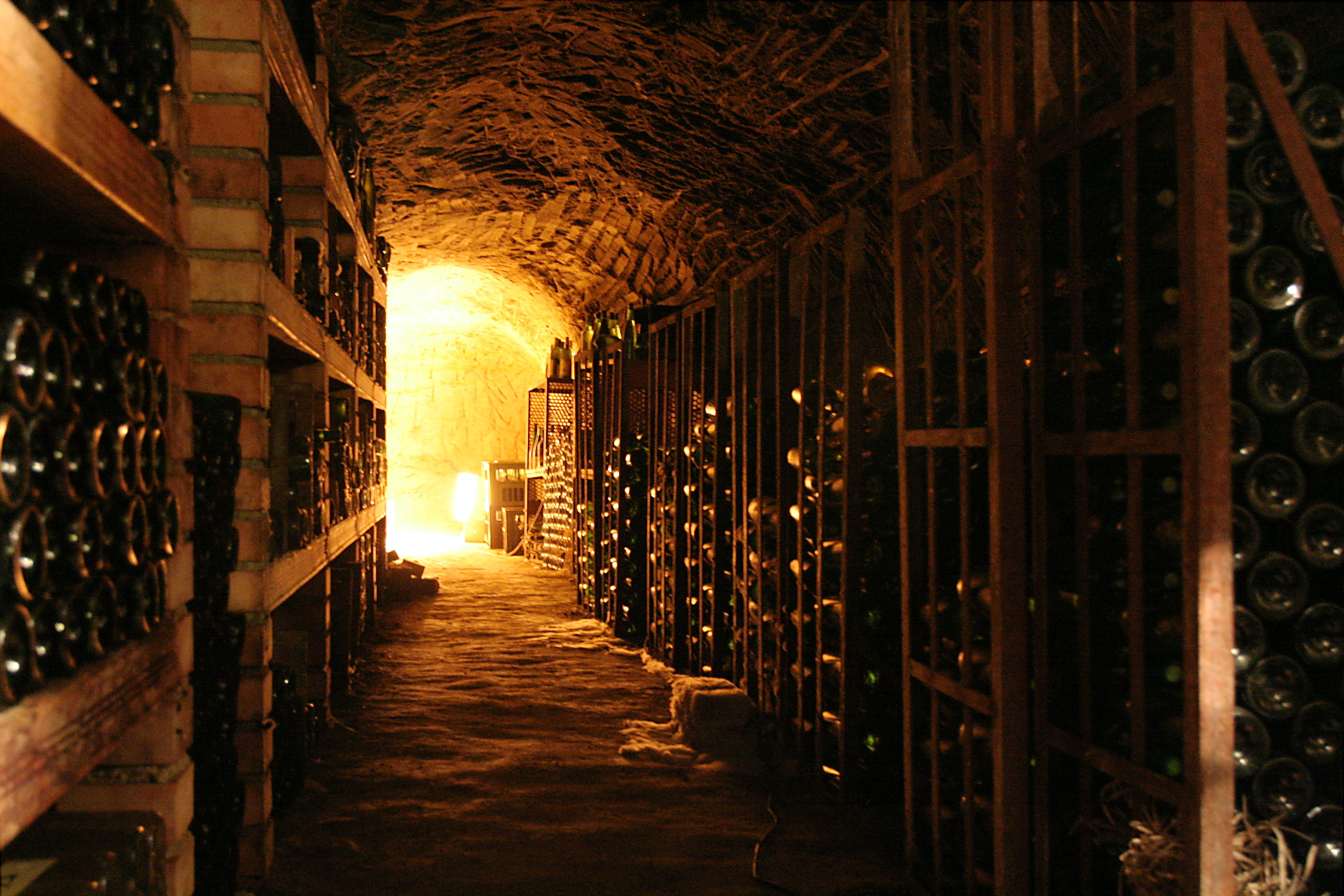
Cave à vin avec rayonnages de bouteilles.

Une cave à vin est un lieu pour conserver les bouteilles de vin et autres spiritueux,. Les conditions de stockage et l'atmosphère y sont particulièrement régulées.
Ce local, par ses dimensions, peut également abriter tout type de conditionnements des alcools. Le terme cellier est aussi utilisé. Une cave à vin est généralement un édifice maçonné enterré ou semi-enterré mais d'anciens lieux d'extraction miniers peuvent être dévolus à la même fonction. Elles peuvent être aujourd'hui préfabriquées pour les petites dimensions.
Il existe également des appareils électriques d'appartement appelés « armoires à vin », « caves à vin réfrigérées » (CVR) ayant pour fonctions de s'approcher artificiellement des conditions atmosphériques naturelles d'une cave enterrée. Ces réfrigérateurs d'un genre particulier créent une atmosphère sans variations, adaptée uniquement à la conservation du vin embouteillé et sont équipés d'un système anti-vibration. Les premiers appareils de ce genre sont apparus dans les années 1970 sous la forme d'un meuble vitrine.
Le terme cave à vin peut également désigner un caviste, commerce vendant des vins et spiritueux.

## Conservation du vin

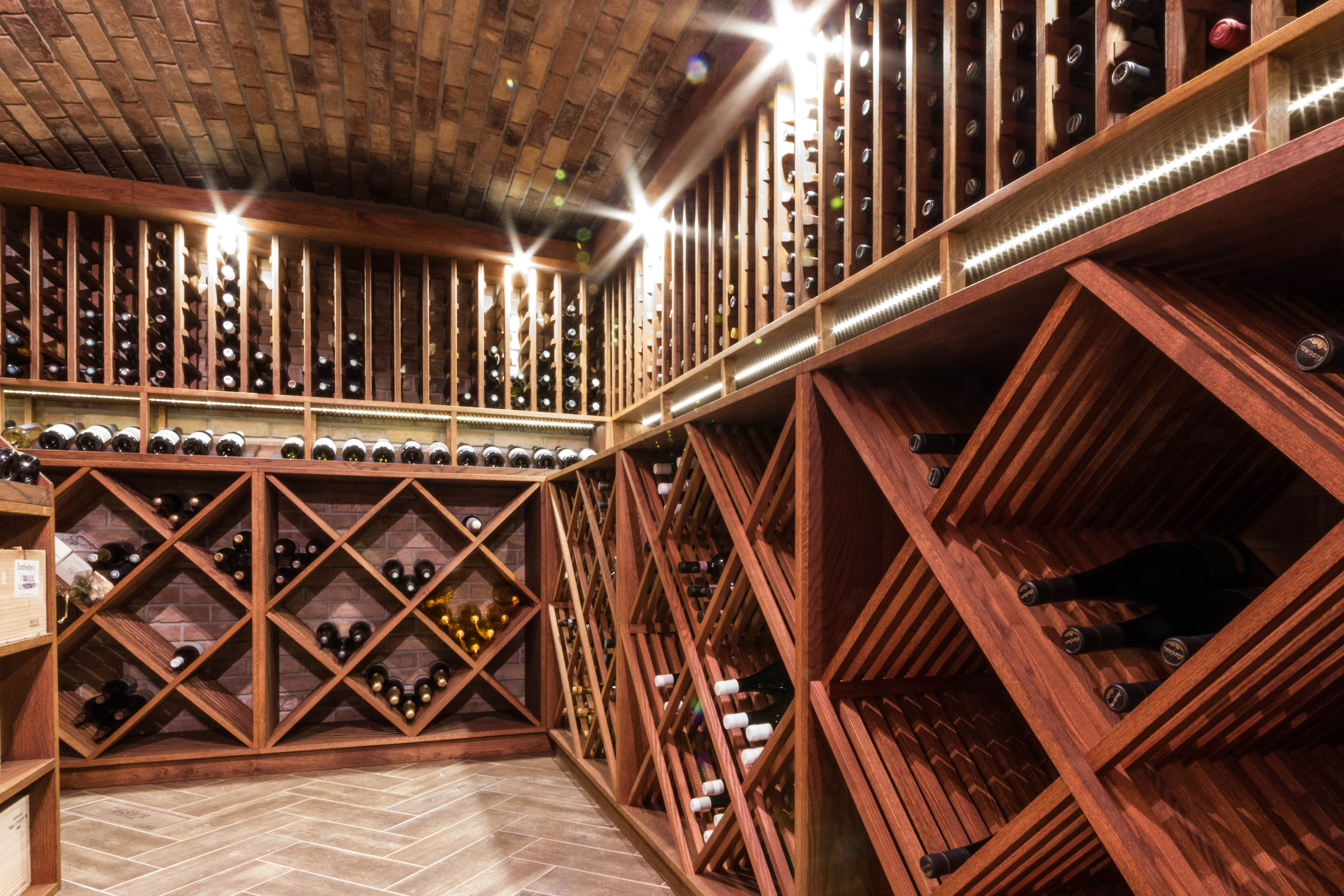
Cave à vin avec atmosphère globale régulée.

La conservation du vin (en) repose sur plusieurs facteurs :

### Température
Le vin est un produit qui est sensible à la température et à ses variations. La température idéale semble se situer vers 13 °C et doit être la plus stable possible. Le vin supporte mal les amplitudes thermiques rapides et fréquentes (quotidiennes), ni les températures extrêmes (gel, soleil, …)
Une température élevée accélère le vieillissement du vin (rendu deux fois plus rapide à une température de 23 °C), mais provoque dans certains cas une dégradation prématurée de ses qualités naturelles, et n'atteindra pas le potentiel d'un vieillissement régulier. Même une courte exposition à une température extrême risque d'endommager le vin. Certains considèrent que le vieillissement est amélioré si les températures fluctuent légèrement au rythme des saisons, de l'ordre de quelques degrés[réf. nécessaire].

### Hygrométrie

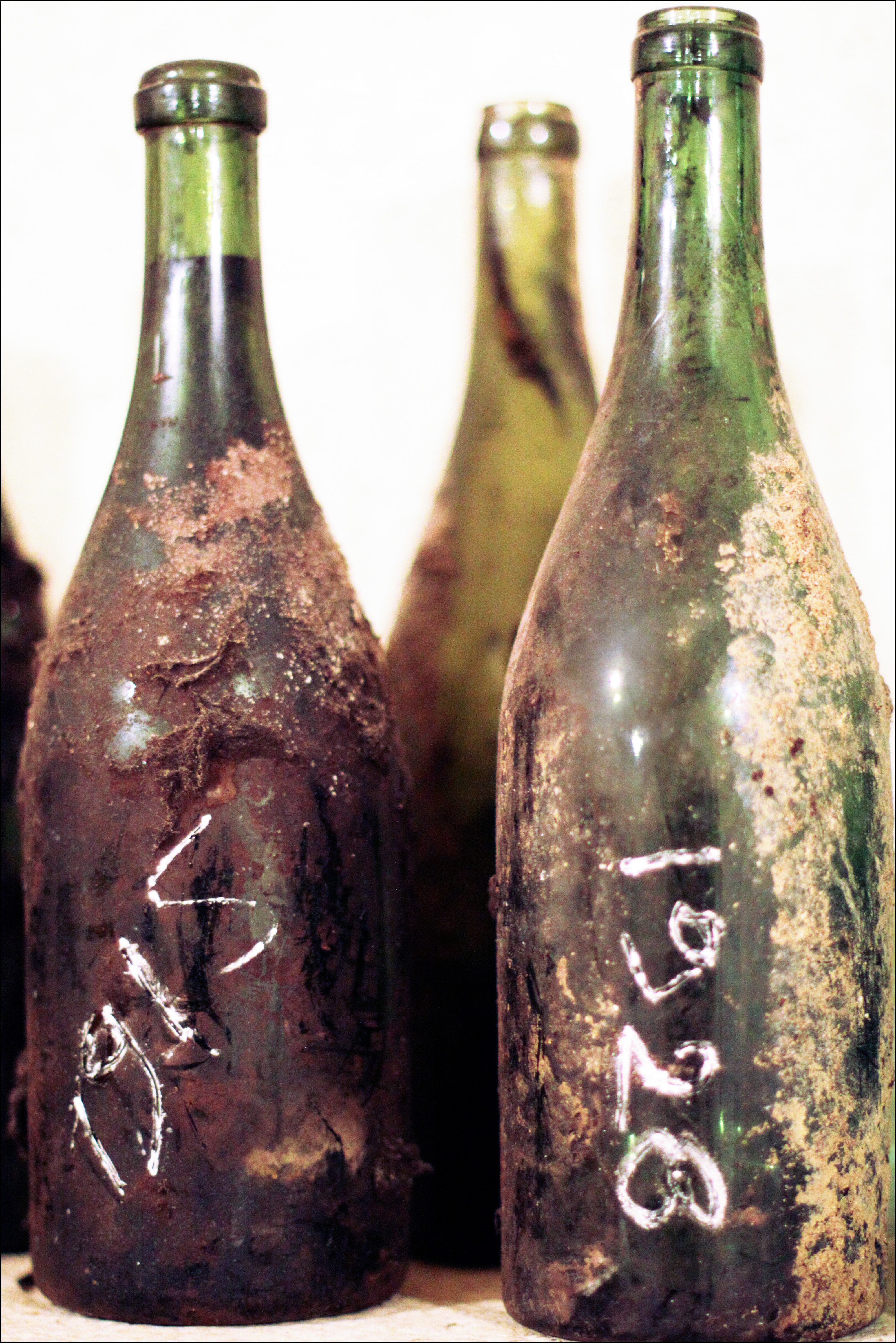
Moisissures normales dues à l’humidité sur des bouteilles anciennes

L'hygrométrie idéale pour le vieillissement du vin est d'environ 70 %. 
L'importance de l'hygrométrie se concentre au niveau du bouchon de liège de la bouteille ; en effet ce matériau naturel est à la fois une barrière étanche pour le liquide, mais aussi un dispositif de respiration et d'équilibre entre l'extérieur et le contenu pour les gaz.
Le liège du bouchon risque de se dégrader si l'hygrométrie passe en dessous de 40 % ; cette dégradation du bouchon conduit irrémédiablement à la détérioration du vin, et favorise son évaporation à travers les pores du bouchon.
Si l'hygrométrie passe au-dessus de 80 %, des moisissures risquent de se développer et introduire des odeurs désagréables. L'humidité risque également de détériorer les étiquettes. En plus du respect de l'hygrométrie, un léger renouvellement de l'air est souhaitable.

### Lumière
Les bouteilles de vin, en particulier les vins clairs (blanc, rosé, champagne) doivent être protégées de la lumière directe au risque de développer un "goût de lumière",.
Les bouteilles fabriquées en verre blanc y sont plus exposées car elles laissent passer plus de rayons ultraviolets. Ce sont les ultraviolets qui ont une influence négative sur la qualité de conservation du vin.
C'est pourquoi la grande majorité des caves à vin dédiées au vieillissement sont équipées soit d'une porte en verre traitée contre les ultraviolets soit d'une porte opaque garantissant la plus grande obscurité à l'intérieur de la cave.

### Vibrations et trépidations
Le vin supporte mal les trépidations qui accélèrent sa dégradation. C'est pourquoi les caves à vin sont rarement installées à proximité d'une source de trépidation (route, voie ferrée).

### Position de la bouteille
Les bouteilles doivent être horizontales, ainsi le mouillage des bouchons en liège est permanent, ce qui en assure l'étanchéité. La position verticale ne peut être utilisée que pour le transport et la courte conservation.

## Caractéristiques des caves à vin enterrées

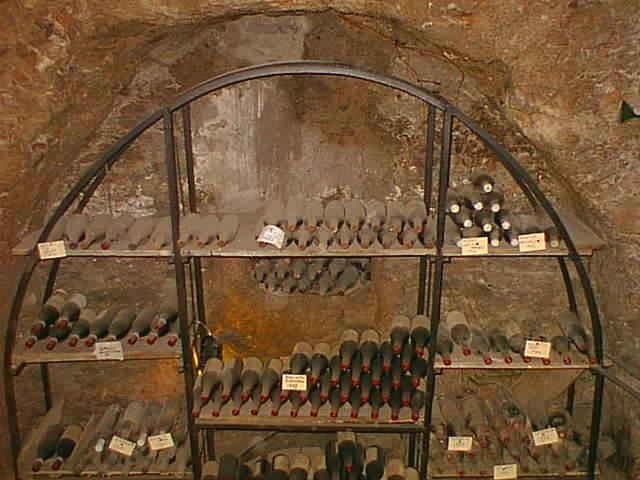
Cave à vin aménagée dans un tombeau antique près de la Via Appia.

La cave traditionnelle spécialement conçue pour le vin est une rareté architecturale. Seuls les chais ont été conçus pour conserver les vins en tonneaux. Une bonne cave à vin ne doit contenir que du vin, au risque que les odeurs des autres éléments contaminent le vin via le bouchon (fioul, carton moisi, etc.). Elle doit être enterrée à faible profondeur, ce qui lui permet de profiter du pouvoir isolant de la terre et d'une bonne aération. Celle-ci est primordiale. Pour qu'elle se fasse dans d'excellentes conditions, la cave doit être orientée N-E/S-O et posséder une aération au nord et au sud. Seule cette caractéristique permet aux vins d'évoluer dans les conditions optimales. Le sol doit être en terre battue pour favoriser une bonne hygrométrie. De plus, le silence et l'obscurité sont deux conditions souhaitables. Le dernier point est une température subissant peu de variance. Elle doit être maintenue aux environs de 12 à 13 °C.

## Caractéristiques des caves à vins réfrigérées

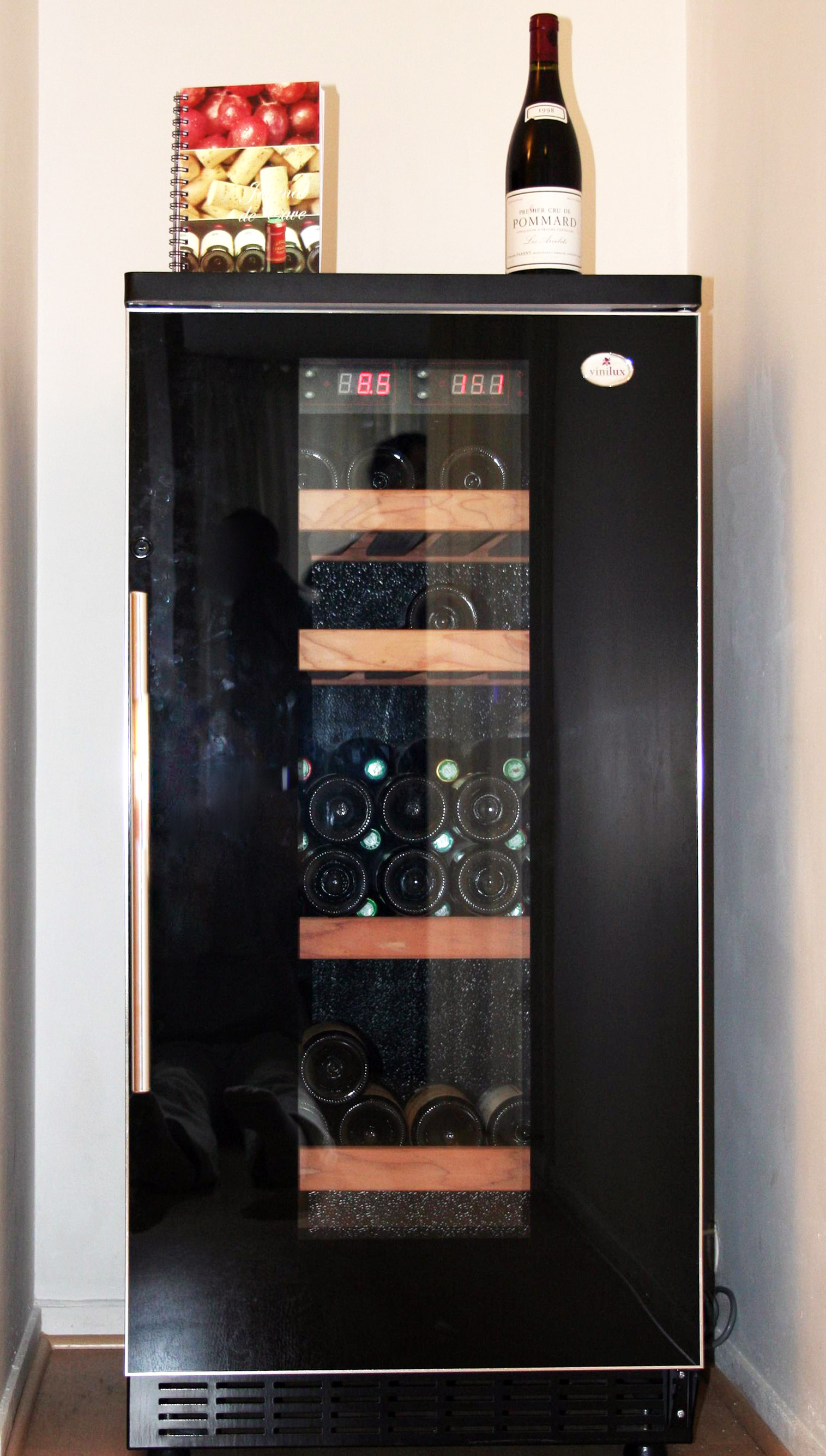
Une cave à vin réfrigérée

### Types de cave à vin
On distingue plusieurs types de caves à vin réfrigérées, directement liés à leur utilité, la durée de stockage du vin ou leur taille.

#### Caves de services
Les caves de services, parfois nommées réfrigérateur à vin ou cave de mise à température, sont destinées à entreposer du vin sur de courtes de durées et à température de dégustation afin qu'il soit prêt à servir et à consommer.

##### Caves de vieillissement
Les caves de vieillissement fournissent un environnement contrôlé afin de fournir une température constante ainsi qu'une hygrométrie régulée dans le but de pouvoir porter ses vins à maturité.

##### Petites caves à vin
Avec une capacité de 18 à 50 bouteilles, les petites caves à vin sont le bon compromis entre taille et exigence au niveau des caractéristiques. Ce sont dans la plupart des cas des caves de services. Elles peuvent être soit encastrables, soit en pose libre. Des modèles plus adaptés aux particuliers.

### Contrôle de la température
D'une façon générale, l'endroit dans lequel est implanté la cave à vin réfrigérée se trouvant à une température supérieure à la température de conservation du vin souhaitée, il est donc nécessaire de réfrigérer cette armoire.
Les dispositifs utilisés sont ceux dérivés de l'industrie du froid : soit de la climatisation de l'air, soit des réfrigérateurs.
Il faut également prendre en compte le cas où elle est implantée dans un local où la température est plus basse que la température de conservation ; dans ce cas il est nécessaire de procéder au réchauffement de l'enceinte, généralement au moyen d'une résistance chauffante.

### Production de froid
L'utilisation du fluide frigorifique, par changement d'état, permet de transférer la chaleur entre une zone froide et une zone chaude (ou réciproquement). Le principe est soit celui de la compression du gaz suivi d'une détente, soit de l'absorption.
Dans la majorité des cas de caves à vin réfrigérées, on trouve l'utilisation de compresseurs frigorifiques, qui présentent un très bon compromis entre le coût d'achat, la consommation électrique et la fiabilité. Un inconvénient est, même si de substantiels progrès ont été réalisés, le bruit et les vibrations. De même, une panne électrique prolongée peut toujours survenir et occasionner la perte de bouteilles précieuses.
Dans le cas où l'absence de bruit est une nécessité, on utilise les groupes à absorption, qui généralement sont plus exigeant en matière de consommation électrique, mais silencieux.
Depuis quelque temps on voit apparaître dans le commerce des applications dérivées de l’utilisation des cellules à effet Peltier.
Cette technologie se caractérise par :
- un faible coût d’achat,
- une réversibilité totale du transfert de chaleur,
- un bruit pratiquement inexistant.

En revanche, la consommation électrique importante ne permet actuellement d’utiliser cette technologie que sur des petites capacités.

#### Homogénéité de la température
Dans une cave à vin réfrigérée, les gradients de températures répondent aux règles de la physique des gaz. Les différences de températures entre les parties hautes et basses de l’armoire influent sur les différences de densité des gaz (et en particulier de l’air) ; en l’absence de circulation d’air forcée, l’air froid a tendance à descendre, l'air chaud à monter.
La vitesse de circulation de l’air va dépendre des différences de températures entre le haut et le bas.
Les serpentins de production de froid sont implantés à la partie haute. En l’absence de ventilateur d’homogénéisation, le gradient des températures va s’équilibrer en fonction des dispositions d’implantation :
- hauteur de l’armoire,
- encombrement et disposition des clayettes, leur conception (aération dans le plateau)
- fréquence d’ouverture des portes.

Généralement la température en pied est plus basse, mais cette température est un élément incontrôlable. Une régulation de température spécifiquement conçue permettra d'améliorer le taux d'hygrométrie et tendra à réduire le delta (différence) de température entre le haut et le bas de l'enceinte.
La seule disposition constructive pour gérer plusieurs températures est d’installer des caissons étanches et d’appliquer un mode de régulation différencié sur chacun des caissons.

#### Régulation de température
Une précision au degré suffit pour la régulation de la température et de ses variations.
Les dispositifs actuels numériques permettent de réguler en souplesse le transfert de chaleur. L’association thermomètre et hygromètre se généralise, les équipements les plus performants prennent en compte les variations de températures externes et corrigent très légèrement la consigne de température interne (prise en compte du cycle de saisonnalité).
Plus important semble être la mise en place d’une alarme lorsque la température interne s’éloigne des seuils fixés.

### Respect de l'hygrométrie
Si généralement le réglage de la température peut se faire simplement sur une cave à vin réfrigérée, le réglage de l’hygrométrie est beaucoup plus complexe. Il faut tout d’abord comprendre le phénomène physique, et en particulier la notion de point de rosée :
La notion de point de rosée est fondamentale, par exemple dans le cas d’une humidité de 75 % à 14 °C, les vapeurs d’eau se transformeront en gouttelettes chaque fois qu’elles seront en contact avec une surface ayant une température inférieure à 9 °C.
Pour comprendre ce phénomène, deux illustrations pratiques :
1. Dans les voitures modernes munies de climatisation, pour assurer un dégivrage efficace du pare-brise, on utilise l’air extérieur que l’on fait circuler au travers de la climatisation (très froid), pour ensuite le réchauffer dans un radiateur chaud. Si cela peut paraître paradoxal, il n’en est rien sur l’angle physique, en effet l’air extérieur contient un certain taux d’humidité (généralement élevé par temps de pluie) ; une partie de cette humidité étant condensée dans la climatisation, réchauffer cet air moins humide se fait plus aisément, et de plus, il y a augmentation de l’efficacité de désembuage de cet air chaud.
2. Dans un réfrigérateur (en l’absence de ventilation forcée), l’humidité apportée par les aliments se condense sur les parois très froides de l'évaporateur, et une couche de givre se forme. Un dispositif de réchauffage (ex : résistances électriques) permet d’éliminer ce bloc de givre, qui sans cet artifice, s’opposerait au transfert de chaleur.

Une cave à vin réfrigérée est confrontée à une double difficulté :
- d’une part, le taux d’humidité dans les résidences modernes est généralement bas ;
- d’autre part, il n’y a aucun apport d’humidité avec le produit à stocker.

Dans ces conditions, et s’il n’y a pas de dispositif d’humidification assisté, l’humidité présente dans l'appareil au moment de la mise en service va trouver rapidement des points de condensation sur les zones froides des parois et le taux d’humidité chutera rapidement en deçà des valeurs contractuelles. Le matériau constituant de l'enceinte interne contribue à givrage plus ou moins fort : le PVC fait le bonheur des réfrigérateurs afin de réduire le taux d'humidité, et le métal favorise l'hygrométrie des caves à vins.
En conséquence les caves à vin réfrigérées performantes doivent être munies de dispositifs d’apport et de contrôle d’humidité.
Les technologies sont diverses, les efficacités aussi.

### Protection contre les vibrations
Dans le cas d’utilisation de compresseurs frigorifiques, si les vibrations peuvent être contrôlées par la mise en place de silent blocks, il n'en est pas de même du niveau de bruit.
Dans une cuisine, un bruit intermittent entre 35 et 40 dB, peut être tolérable, mais ce ne sera pas le cas dans un salon ou dans une pièce où l’on dort.

### Protection contre les rayonsultraviolet
Pour valoriser les crus, les portes vitrées ne sont pas conseillées, en raison de leur fragilité, de leur coût, et de leur protection pas toujours efficaces contre les ultra-violets. En effet, comme pour les lunettes de soleil, les verres peuvent présenter des propriétés de protection contre les ultra-violets plus ou moins élevées.

### Rangement des bouteilles

#### Quantité de stockage
Dans ce domaine, il n’y a ni normes ni références pour la manière d'exprimer la contenance d'une cave à vin réfrigérée. Les fabricants indiquent généralement le nombre de bouteilles de 75cL que l’on peut ranger au maximum dans l’armoire.
Ceci n'est pas très représentatif de la réalité, car pour atteindre cette capacité, il faudrait ranger les bouteilles les unes sur les autres, les unes devant les autres, sans qu'elles soient accessibles.
Dans la réalité, il faut prendre en compte la mise en place de clayettes, coulissantes ou non, qui permettent une accessibilité facilitée. En prenant ces paramètres en compte, il est raisonnable d'appliquer un coefficient réducteur de 40 à 50 % à la contenance indiquée par le fabricant.
De plus, les clayettes supplémentaires qui réduisent les contenances totales sont proposées généralement en option à un prix élevé.

#### Diversité des types de bouteilles
Les bouteilles de vin ont des formes et des dimensions similaires à quelques centimètres près, mais ces dimensions varient fortement avec les magnums. Les appareils acceptent plus ou moins cette diversité. Une largeur de l'ordre de 60 cm permet de ranger aisément 6 bouteilles (environ 8 cm de diamètre).

### Consommation électrique
Il n’existe pas de normes, mais d’une façon générale les groupes frigorifiques sont surdimensionnés, et les consommations électriques faibles. Les constructeurs indiquent des consommations de l’ordre de 0,5 kWh/jour.

### Autres équipements
Certains équipements peuvent être adjoints :
- transmission à distance des informations de températures et d’humidité ;
- éclairage interne ;
- zone de préparation de la mise en carafe ;
- dispositifs de repérage des bouteilles.

Il existe différents types de revêtements externes, de matériaux, de couleurs, selon que la cave à vin réfrigérée remplit un rôle uniquement utilitaire, ou également esthétique, visant à mettre en valeur les bouteilles qu'elle accueille.

### Marché de la cave à vin réfrigérée
C'est un produit récent, qui n’a pas encore fait l’objet de l’attention des organismes de consommateurs et des groupements de constructeurs, si bien qu'aucune norme ne vient réglementer leur mise sur le marché.
Les évolutions des modes de vie occidentaux, la consommation de produits agricoles de haute qualité, semblent envisager un développement important de ces appareils.
Globalement il y a deux catégories :
- celles qui ont été développées spécifiquement pour cet usage ;
- celles qui sont dérivées des gammes de fabrication des réfrigérateurs et qui restent des réfrigérateurs, même si certaines améliorations sont certaines.

Incontestablement ce dernier point conditionnera la qualité du produit.

## Cave en ligne
Des entreprises proposent via un site internet ou une application pour smartphone, le stockage de vin dans leurs locaux et sa gestion par une interface graphique, permettant notamment la livraison d'achats, et le retrait des bouteilles. L'intérêt mis en avant est le gain de place, et la qualité du stockage.